# آنگسترم
آنگسترم (انگلیسی: Angstrem) شرکت الکترونیک روس است، که در سال ۱۹۶۷ تأسیس شد.

## آنگسترم-تی
در اوایل سال ۲۰۰۷ به‌طور گسترده گمانه زنی شد که AMD (در حال حاضر GlobalFoundries) قصد دارد تجهیزات فرایند ۱۳۰ نانومتری قدیمی خود را از یک کارخانه ناشناس واقع در درسدن، آلمان به Angstrem-T، شرکتی در گروه شرکتی Angstrem JSC بفروشد.
در سال ۲۰۰۸، Angstrem-T، وارد یک سرمایه‌گذاری مشترک با شرکت آلمانی M+W Zander (Exyte) شد تا یک کارخانه نیمه هادی در Zelenograd روسیه بسازد. در نظر گرفته شده بود که آی سی‌های طراحی شده برای تولید مدارهای مجتمع با اندازه گره توپولوژیکی ۱۳۰ نانومتر (ویفرهای ۲۰۰ میلی‌متری) طراحی شود. مجموع سرمایه‌گذاری در ساخت این کارخانه حدود ۱۰۰ میلیون دلار بوده‌است و بعدها حدود ۱۰۰ تا ۱۳۰ میلیون دلار اضافی در شرکت سرمایه‌گذاری شد که سهم قابل توجهی به اتاق تمیز اختصاص یافت. ۶۰۰۰ متر مربع تأسیسات تولیدی ساخته شد. این فاب دارای سیستم گرمایش مرکزی، تولید برق و سرمایش با گاز طبیعی بود.
در سال ۲۰۱۸ به دلیل تحریم‌های ایالات متحده آمریکا که از نظر اقتصادی با مشکل مواجه بود و قادر به پرداخت بدهی خود نبود، Angstrem-T ورشکست شد و توسط بانک VEB.RF اعتبار دهنده اصلی آن تصاحب شد. در سال ۲۰۲۰، دومی از Angstrem JSC برای جبران خسارت جزئی شکایت کرد، زیرا این وام قبلاً توسط VEB.RF (2008) به Angstrem-T داده شده بود. در آن زمان، این شرکت متعلق به لئونید ریمان، وزیر سابق روسیه بود. VEB.RF تمام تجهیزات Angstrem-T را از طریق شرکت تابعه خود به نام NM-Tech (به روسی: «НМ-Тех») در اواسط سال ۲۰۲۱ به دست آورده‌است که بیشتر برای تولید کارت‌های بانکی برای Mir (سیستم پرداخت) قرار گرفته‌است.
طبق یک گزارش، ورشکستگی نشان داد که در آن زمان Angstrem-T تنها قادر به رسیدن به فرایند گره ۲۵۰ نانومتری بود. همچنین حدس زده می‌شود که تأخیر ۳ ساله تحویل تجهیزات فوتولیتوگرافی (گره ۹۰ تا ۱۳۰ نانومتری) که از AMD در سال ۲۰۰۹ خریداری شد، به ورشکستگی شرکت کمک کرده‌است.
در ۲۲ فوریه ۲۰۲۲، در واکنش به به رسمیت شناختن مناطق جدا شده اوکراین در دونتسک و لوهانسک توسط ولادیمیر پوتین، رئیس‌جمهور روسیه، وزارت خزانه داری ایالات متحده تحریم‌هایی را علیه شرکت JSC Angstrem-T اعمال کرد و دارایی‌های آن را مسدود کرد و افراد را ممنوع کرد. و نهادهای موجود در حوزه قضایی ایالات متحده از انجام تجارت با آن.

## محصولات
- مدار مجتمع K145IK17 (تولید ۱۹۸۰، دارای نشان قدیمی Angstrem)[۸]

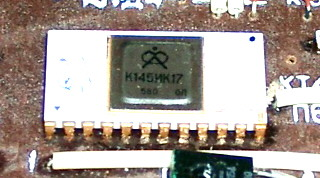
- ساخته شده در دهه هشتاد میلادی توسط آنگستروم K145IK17

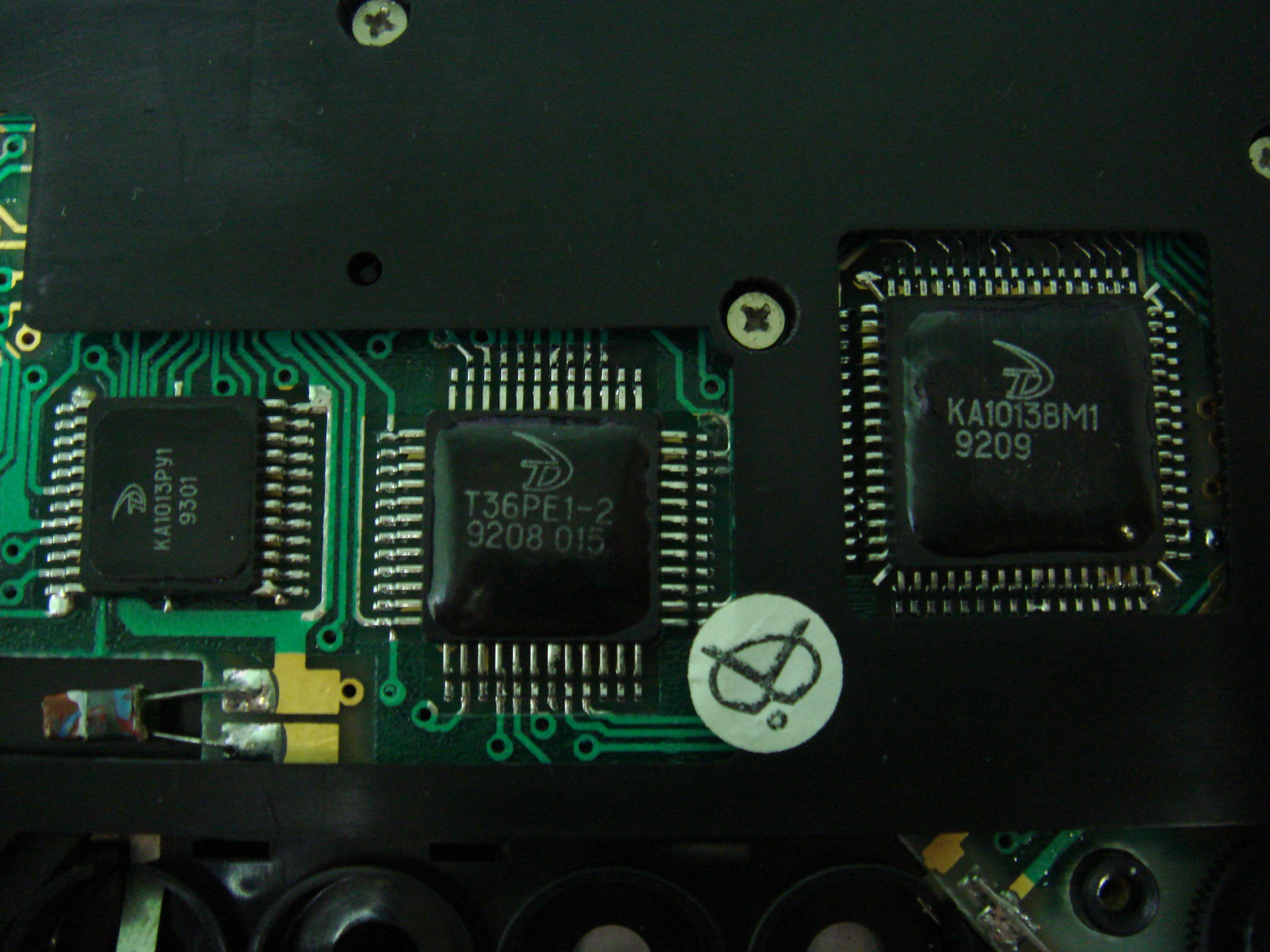
- آی سی‌های سری ۱۰۱۳ توسط آنگستروم در زمان روسیه

- مدارهای مجتمع سری ۱۰۱۳ (تولید ۱۹۹۲/۱۹۹۳، دارای نشان جدیدتر "داس و چکش" Angstrem) در ماشین حساب "Elektronika MK85" (همچنین از Angstrem)
- سری‌های ۱۰۱۳، ۱۸۰۱، ۱۸۰۶ و 1836 CPU (مجموعه دستورالعمل PDP-11)
- میکروکنترلر ۸ بیتی سری ۱۸۳۰ (مجموعه دستورالعمل MCS-51)[۹]
- CPU سری ۱۸۳۹ (مجموعه دستورالعمل VAX)
- DSP 16 بیتی سری ۱۸۶۷ (مجموعه دستورالعمل TMS320 تگزاس اینسترومنت)
- میکروکنترلر ۴ بیتی سری ۱۸۷۱
- میکروکنترلر ۱۶ بیتی سری ۱۸۷۴ (مجموعه دستورالعمل Intel MCS-96)
- CPU سری ۱۸۷۶ (مجموعه دستورالعمل MIPS32)
- میکروکنترلرهای ۸ بیتی RISC سری ۱۸۷۸ و ۵۰۰۴
- CPU 1892VM11Ya (مجموعه دستورالعمل MIPS32؛ طراحی شده توسط ELVEES Multicore)
- CPU سخت شده با تشعشع سری ۵۰۲۳ (مجموعه دستورالعمل ARM)[۱۰]